# Pierre de la croix carrée
La pierre de la Croix Carrée, dite menhir de la Croix Carrée, est un croix dressée située sur la commune de La Carneille dans le département de l'Orne au hameau de la Pointardière. Elle est souvent considérée à tort comme étant un menhir, puisque l'étude de la sculpture montre que la croix a été réalisée avant l’érection de la pierre.
La pierre est inscrite au titre des monuments historiques par arrêté du 18 février 1942.